# SPRN
SPRN (англ. Shadow of prion protein) – білок, який кодується однойменним геном, розташованим у людей на 10-й хромосомі. Довжина поліпептидного ланцюга білка становить 151 амінокислот, а молекулярна маса — 14 522.
| 10         |  | 20         |  | 30         |  | 40         |  | 50         |
| ---------- |  | ---------- |  | ---------- |  | ---------- |  | ---------- |
| MNWAPATCWA |  | LLLAAAFLCD |  | SGAAKGGRGG |  | ARGSARGGVR |  | GGARGASRVR |
| VRPAQRYGAP |  | GSSLRVAAAG |  | AAAGAAAGAA |  | AGLAAGSGWR |  | RAAGPGERGL |
| EDEEDGVPGG |  | NGTGPGIYSY |  | RAWTSGAGPT |  | RGPRLCLVLG |  | GALGALGLLR |
| P          |  |            |  |            |  |            |  |            |

A: Аланін

C: Цистеїн

D: Аспарагінова кислота

E: Глутамінова кислота

F: Фенілаланін

G: Гліцин

I: Ізолейцин

K: Лізин

L: Лейцин

M: Метіонін

N: Аспарагін

P: Пролін

Q: Глутамін

R: Аргінін

S: Серин

T: Треонін

V: Валін

W: Триптофан

Кодований геном білок за функцією належить до ліпопротеїнів. 
Локалізований у клітинній мембрані, мембрані.